# Pipette Pasteur
 (novembre 2023).
Si vous disposez d'ouvrages ou d'articles de référence ou si vous connaissez des sites web de qualité traitant du thème abordé ici, merci de compléter l'article en donnant les références utiles à sa vérifiabilité et en les liant à la section « Notes et références ».
Les pipettes Pasteur sont des tubes fins généralement en verre dont l'extrémité a été effilée pour obtenir une pointe ouverte d'un diamètre ad hoc.

## Utilisation des pipettes Pasteur
Les pipettes Pasteur sont l'instrument historique de transfert de liquide en microbiologie, nommées en hommage à Louis Pasteur. Ces pipettes en verre sont bouchées à une extrémité par une boule de verre et obturées par du coton cardé à l'autre extrémité, permettant une stérilisation à la chaleur sèche (dans un four Pasteur ou Poupinel). 
Elles peuvent aussi servir  à réaliser des isolements sur gélose quand elles ne sont pas ouvertes, ou à ensemencer par piqûre des tubes gélosés.
Après utilisation, elles doivent être éliminées avec les piquants-coupants dans un bac rigide à DASRI.

## Utilisation des pipettes capillaires
En électrophysiologie, les micro-pipettes sont remplies de solution saline dans laquelle est insérée une électrode d'argent chloruré reliée à un amplificateur. La pointe de la microélectrode ainsi préparée est appliquée contre la membrane cellulaire pour en mesurer l'activité électrique. Après établissement d'un joint entre la membrane et la micro-pipette, une forte succion (parfois accompagnée d'un choc électrique léger) permet de rompre la membrane sous la micro-pipette et d'entrer en conformation « cellule entière » (voir Patch-clamp).
On utilise aussi des micro-pipettes dans le cadre de la biologie cellulaire, par exemple pour transfecter une cellule avec un ADN étranger par électrophorèse.

## Obtention des pipettes capillaires et des pipettes Pasteur
Les pipettes capillaires sont obtenues à partir d'un capillaire de verre (d'environ 0,5 cm de diamètre) dont le centre est chauffé par une étireuse en même temps que les deux extrémités sont tirées. Le verre s'effile jusqu'à rupture et on obtient deux pipettes capillaires dont l'extrémité environ conique a le diamètre souhaité. On peut obtenir le diamètre que l'on souhaite en adaptant le programme de chauffe-étirement de la tireuse.
Les pipettes Pasteur sont obtenues de la même façon à partir de baguettes de verre. Aujourd'hui, l'utilisation de pipettes fabriquées par des industriels est généralisée car moins coûteuse et évitant l'utilisation de la source de chaleur.

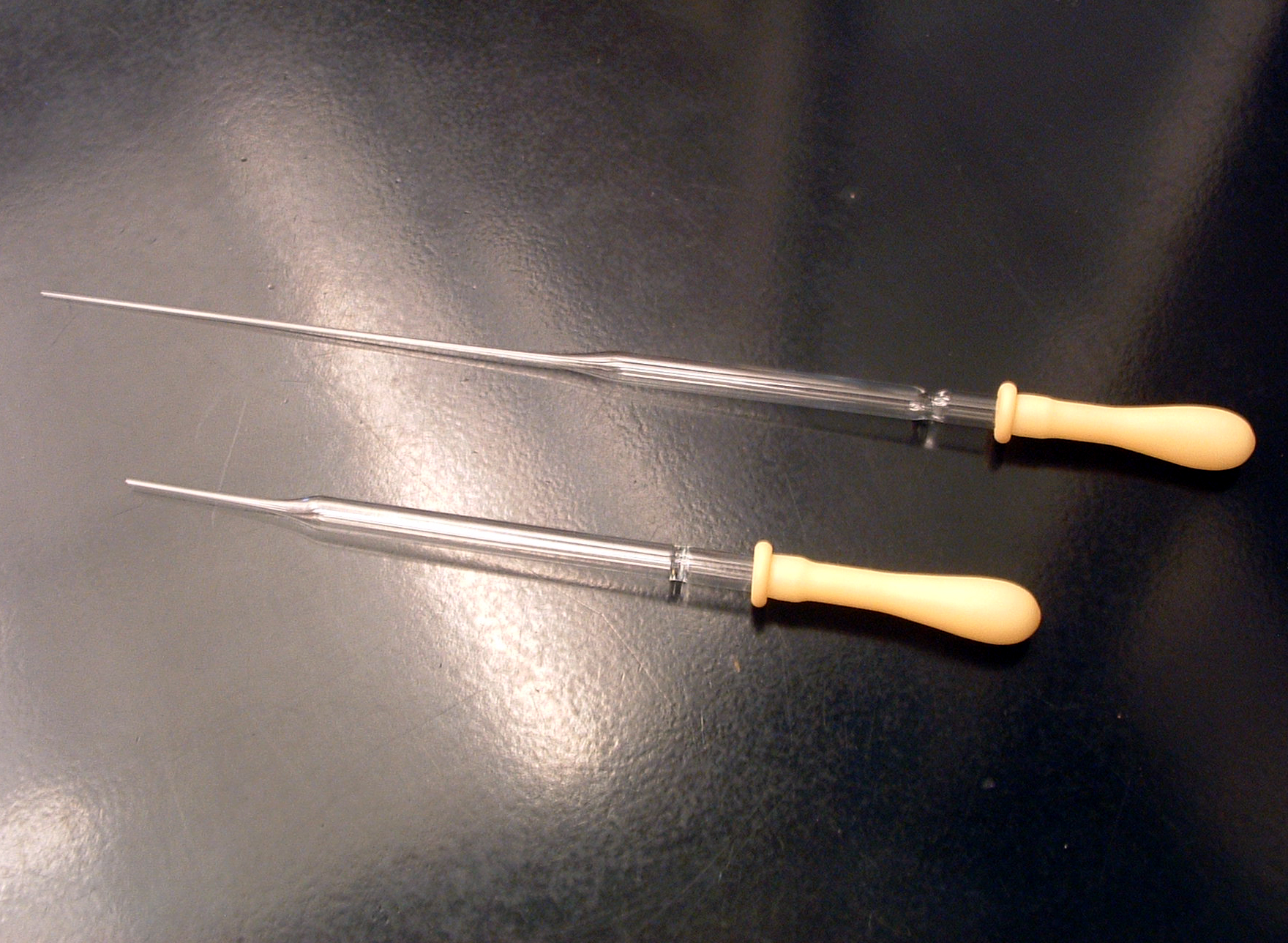
Pipettes Pasteur à un embout permettant de prélever un liquide.
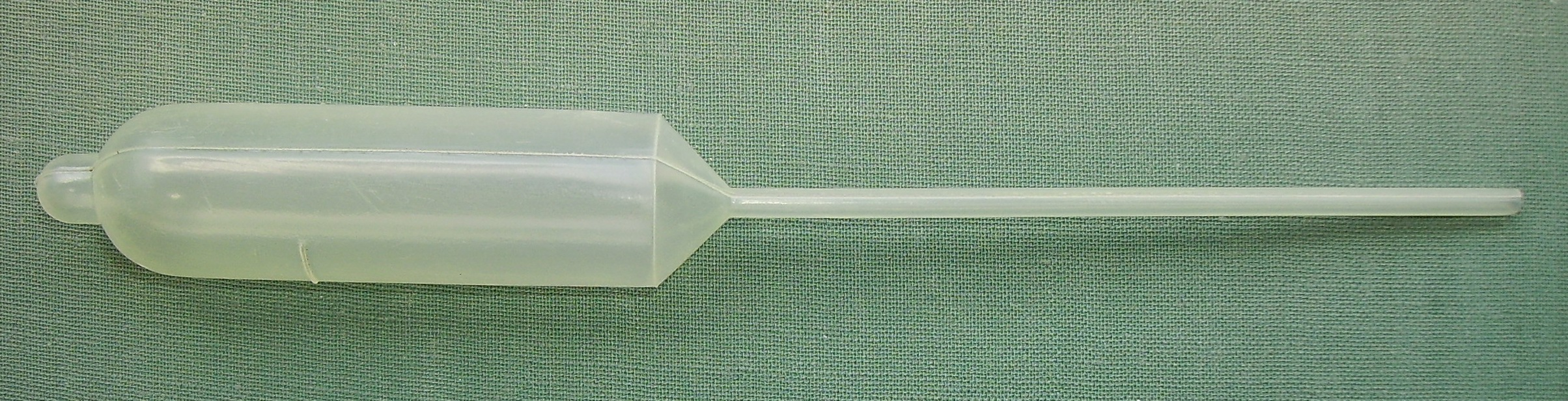
Pipette de transfert.